# Cédric Villani
Cédric Villani (sinh 5 tháng 10 năm 1973), là nhà toán học người Pháp. Villani học tại Trường École normale supérieure trước khi lấy bằng Tiến sĩ năm 1998 dưới sự hướng dẫn của Pierre-Louis Lions. 
Năm 2008, Villani được trao một trong 10 giải thưởng uy tín của Hiệp hội Toán học châu Âu. Năm 2009, ông đoạt giải Fermat vào tháng 8 năm 2010 ông được trao Huy chương Fields cùng với 3 nhà toán học khác. Từ năm 2009, Villani là giám đốc Viện Institut Henri Poincaré tại Paris.

## Tiểu sử
Cédric Villani học tại École Normale Supérieure từ 1992-1996 và sau đó giảng dạy tại đây.

## Giải thưởng
- Giải Jacques Herbrand 2007
- Giải của Hiệp hội Toán học châu Âu 2008
- Giải Fermat 2009
- Giải Henri Poincaré 2009
- Giải Fields 2010